# Пулок, Райан
Райан Пулок (англ. Ryan Pulock; 6 октября 1994, Дофин, Манитоба, Канада) — канадский хоккеист, защитник клуба НХЛ «Нью-Йорк Айлендерс».

## Карьера
Пулок был выбран на входящем драфте новичков WHL клубом «Брэндон Уит Кингз», где и провёл всю юниорскую карьеру. На драфте НХЛ 2013 года Райан был выбран в 1-м раунде под общим 15-м номером клубом «Нью-Йорк Айлендерс». В 2014 году он был включен в первую команду звёзд WHL.
28 сентября 2013 года Райан подписал с «Айлендерс» трёхлетний контракт новичка. Прежде чем стать игроком основного состава «островитян» он провёл 3 сезона в их фарм-клубе, команде АХЛ «Бриджпорт Саунд Тайгерс». Во время игры за «Бриджпорт» он попал в символическую сборную новичков лиги, а также два раза подряд попадал в символическую сборную всех звёзд лиги.
В сезоне 2015/16 Пулок впервые был вызван в состав «Айлендерс» на матчи регулярного чемпионата НХЛ в связи с травмой основного защитника Келвина де Хаана. Его дебют в НХЛ состоялся 28 февраля 2016 года в матче против «Эдмонтон Ойлерз». Свой первый гол в НХЛ Пулок забил 17 марта 2016 года в ворота команды «Нэшвилл Предаторз».
17 июля 2018 года Райан подписал очередной контракт с «Айлендерс».